# Arnarstadion
Het Arnarstadion is een voetbalstadion in de Armeense stad Ijevan. Tegenwoordig heeft het stadion geen vaste bespeler.